# Dišni sustav
Dišni sustav jest sustav organa koji služi za izmjenu plinova. Kod četveronožnih životinja, dišni sustav koristi tube, kao što su bronhiji, kako bi unio kisik u pluća, gdje se događa izmjena plinova. Tjelesna dijafragma ošit steže pluća kako bi zrak ulazio i izlazio. S raznim vrstama organizama otkrivene su i razne vrste dišnih sustava pa tako i drveće ima svoj respiracijski sustav.

## Dišni sustav kod ljudi i drugih sisavaca
Kod ljudi i drugih sisavaca, dišni se sustav sastoji od dišnih puteva, pluća i dišnih mišića koji kretanjem stežu dišne organe kako bi zrak ulazio i izlazio iz sustava. U dišnom sustavu, pomoću pluća, izmjenjuju se molekule kisika i ugljikovog dioksida pomoću difuzije, između zraka i krvotoka. Tako se u krvotoku, uz oksidaciju krvi uklanja i CO2 i ostali metabolički otpadni plinovi zajedno s njim izlaze iz krvotoka u atmosferu.

## Anatomija dišnog sustava
Organe za disanje čine: nosna šupljina, usta, ždrijelo, grkljan i dušnik koji se dijeli u dvije dušnice i pluća. Strujanjem kroz nosne šupljine, zrak se u sluznici pročišćava od prašine te se vlaži i zagrijava do uobičajene tjelesne temperature, dok disanje na usta može uzrokovati upalu grla. Pročišćavanje se vrši u svim gornjim dijelovima dišnog sustava sve do pluća. Pročišćeni zrak odlazi u ždrijelo prema grkljanu. Na početku grkljana nalazi se grkljanski poklopčić (epiglotis). On kao poklopac na raskrsnici otvara put prema dušniku dok dišemo, a zatvara ga kad prolazi hrana.

### Dušnik
Dušnik je građen od hrskavičnih prstenova što omogućava neprekidno strujanje zraka. Dušnik se dijeli u dvije dušnice. One se u plućima granaju na sve manje i tanje ogranke i završavaju u sitnim plućnim mjehurićima. Svaki mjehurić obavijen je gustom mrežom krvnih žilica. Ispunjeni su zrakom, to plućima daje spužvast izgled.
Dušnik je oko 10 cm duga i 1,5 cm široka cijev, učvršćena hrskavičnim prstenovima, koji joj daju čvrstoću. Grana se u dvije dušnice koje ulaze u pluća, gdje se granaju u dva glavna bronha, a bronhije se u plućima dalje granaju u bronhiole. Unutrašnji dio dušnika čine dva tipa stanica. Jedne stanice izlučuju sluz, koja hvata čestice prašine i bakterije. Druge stanice imaju sitne dlačice koje se pomiču tako da sluz prenose prema grlu, gdje je progutamo i probavimo.

### Pluća
Pluća zapremaju najveći dio prsne šupljine, a sastoje se od plućnih krila. Lijevo plućno krilo ima dva a desno tri režnja. Plućni mišići imaju glavnu funkciju stezanja i opuštanja pluća, tj. pokretima disanja: uzdisanju i izdisanju.

## Podjela dišnog sustava
Dišni se sustav prikladno može podijeliti na gornji respiracijski trakt i donji respiracijski trakt. Ova se dva odjeljka također mogu nazvati provodljiva zona i respiracijska zona.
Provodljiva zona počinje s nosom (dišnim organom) koji prelazi u nosnu šupljinu. Primarne funkcije nosnih otvora su: 1) filtriranje, 2) zagrijavanje, 3) vlaženje i 4) omogućavanje rezonancije u govoru. Nosna se šupljina nastavlja u usnu šupljinu a usna u grlo, te dolje do prsne šupljine gdje se dijeli na lijevi i desni bronhij tj. prelazi u lijevo ili desno plućno krilo. Bronhiji se dalje razdvajaju na još manje i uže dijelove.

## Poveznice
- Bolesti dišnog sustava
- Fiziologija disanja čovjeka